# Mike Ditka Power Football
Mike Ditka Power Football est un jeu vidéo de football américain sorti en 1991 sur Mega Drive. Le jeu a été développé par Accolade et édité par Ballistic.
Son packaging est différent des productions Mega Drive habituelles. Le jeu était fourni dans une boite en carton avec un poster, représentant la jaquette du jeu en cadeau. Autre particularité, la cartouche est indiquée sur la boite comme compatible avec la Mega Drive et la Genesis (version américaine de la console).